# Johannes Haybäck
Johannes Haybäck (* 1977) ist ein österreichischer Pathologe, Neuropathologe und Molekularbiologe. Er war Direktor des Instituts für Pathologie, Neuropathologie und Molekularpathologie der Medizinischen Universität Innsbruck und ist in den Bereichen molekulare Onkologie, Neuropathologie und experimentelle Pathologie tätig.

## Leben und Ausbildung
Johannes Haybäck studierte Humanmedizin an der Leopold-Franzens-Universität Innsbruck und promovierte dort 2001 zum Dr. med. univ. Anschließend absolvierte er eine vertiefende Ausbildung in experimenteller Pathologie mit Schwerpunkt auf Immunologie und Tiermodellen.
Von 2005 bis 2009 studierte er Molekularbiologie an der Universität Zürich und schloss 2010 mit der Promotion zum Dr. sc. nat. (PhD) ab. Ergänzend absolvierte er ein postgraduales Studium für medizinische Führungskräfte an der Universität Salzburg, das er mit Auszeichnung abschloss.

## Wissenschaftliche Karriere
Nach seiner Facharztausbildung in Pathologie und Neuropathologie übernahm Haybäck mehrere leitende Positionen:
- 2024–2024: Leiter der Pathologe bei Labor Team[2]
- 2018–2023: Direktor des Instituts für Pathologie, Neuropathologie und Molekularpathologie an der Medizinischen Universität Innsbruck
- 2016–2020: Direktor des Instituts für Pathologie am Universitätsklinikum Magdeburg
- 2014–2016: Abteilungsleiter für Neuropathologie an der Medizinischen Universität Graz
- 2008–2009: Leiter des Nationalen Referenzzentrums für Prionenerkrankungen (NRPE) an der Universität Zürich

Er war Sprecher des Forschungsfeldes Cancer an der Medizinischen Universität Graz und koordinierte mehrere Forschungsgruppen im Bereich Onkologie und Neuropathologie.

## Forschungsschwerpunkte
Haybäcks wissenschaftliche Schwerpunkte umfassen:
- Allgemeine und molekulare Pathologie
- Neuropathologie und Krebsforschung
- Histologie und Zellbiologie
- Pathophysiologie und experimentelle Pathologie

Er veröffentlichte Arbeiten zur Prionenpathogenese, Tumorforschung und translationalen Pathologie.

## Mitgliedschaften und wissenschaftliche Funktionen
Haybäck engagierte sich in zahlreichen Fachgesellschaften und wissenschaftlichen Organisationen:
- 2018–2027: Fachgruppenobmannstellvertreter für Neuropathologie in der Österreichischen Ärztekammer für Tirol
- 2018–2022: Vorstandsmitglied der Österreichischen Gesellschaft für Pathologie
- 2019–2021: Kassier und Vorstandsmitglied der Österreichischen Gesellschaft für Neuropathologie
- 2021–2024: Scientific Chair der PathoBiology Group (EORTC-PBGroup) der European Organisation for Research and Treatment of Cancer (EORTC)
- 2021–2023: Präsident des Dachverbandes onkologisch tätiger Fachgesellschaften Österreichs (DONKO)[1]

## Auszeichnungen
Für seine wissenschaftlichen Leistungen erhielt er mehrere Preise:
- 2021: Recognition Award als Visiting Professor Emeritus der University of Maribor
- 2019: Prof. honoris causa (h.c.) der South West Medical University
- 2017: Erfinder der Jahre 2016 und 2017 der Medizinischen Universität Graz
- 2012: Carl-von-Rokitansky-Preis
- 2011: Pfizer-Forschungspreis, Zürich
- 2009: Young Investigator Award der Charles Rodolphe Brupbacher Foundation[1]

## Herausgebertätigkeiten
Haybäck war als wissenschaftlicher Herausgeber in mehreren renommierten Fachzeitschriften tätig:
- 2018–2022: Editorial Board Member des Journal of Thoracic Disease
- 2018–2021: Editorial Board Member der Fachzeitschrift Der Pathologe
- 2012–2021: Editorial Board Member von PLOS ONE
- 2019–2020: Editor-in-Chief von Pathology Research and Practice[1]